# 마쓰바라 아리사
마쓰바라 아리사(일본어: 松原 有沙, 1995년 5월 1일 ~ )는 일본의 여자 축구 선수이다.

## 국가대표팀 경력
2012년 FIFA U-17 여자 월드컵에 출전했다.
그녀는 2019년 시빌리브스컵에 참가할 일본 국가대표팀에 발탁되었으며, 2월 27일 미국와의 경기에서 데뷔했다. 2019년 EAFF E-1 풋볼 챔피언십에도 출전, 우승에 기여했다. 그녀는 국제 A매치 통산 4경기에 출전, 1득점을 넣었다.

## 통계
| 일본 | 일본 | 일본 |
| 연도 | 출전 | 득점 |
| ---- | ---- | ---- |
| 2019 | 4    | 1    |
| 통산 | 4    | 1    |